# اقتصاد الصين
اقتصاد جمهورية الصين الشعبية هو ثاني أكبر اقتصاد عالمي بعد اقتصاد الولايات المتحدة وقد سبق اقتصاد اليابان في عام (2010) بناتج محلي بسيط يقدر ب 4.91 تريليون[ ؟ ]دولار أمريكي (2009) حسب مقياس سعر الصرف وثاني أكبر اقتصاد بعد اقتصاد الولايات المتحدة بناتج إجمالي يقدر ب 8.8 تريليون دولار (2009) حسب مقياس تعادل القدرة الشرائية. تعدّ الصين بذلك أسرع اقتصاد كبير نامي والأسرع في الثلاثين سنة الماضية بمعدل نمو سنوي يتخطى ال 10 %. قلص نمو الناتج القومي للفرد الفقر بمعدل 8% سنويا في العقود الثلاثة الأخيرة لكن نموه السريع صاحبه تفاوت في نصيب الفرد. تندرج الصين ضمن الفئة المتوسطة الدنيا في العالم حسب نصيب الفرد من الناتج المحلي البسيط وقدره 3180 $ وتحتل المرتبة 104 من أصل 178 دولة والمرتبة 97 من أصل 178 دولة حسب نصيب الفرد من الناتج المحلي الإجمالي وقدره 5943 في 2008 تبعا لتصنيف صندوق النقد الدولي، ورفع كذلك صندوق النقد الدولي توقعاته لنمو اقتصاد الصين في 2023 إلى 5.4%. لذلك الصين هي أكبر دولة تجارية وأكبر مصدر وثاني أكبر مستورد في العالم.

## بيانات أساسية
يبلغ معدل دخل الفرد في الصين نحو 6100 دولار بينما يقدر حجم القوة العاملة بحوالي 807.7 ملايين نسمة، ويبلغ معدل البطالة 4% في العام 2008. وتضمنت ميزانية الصين عام 2008 إجمالي مداخيل قدره 868.6 مليار دولار، وإجمالي مصاريف قيمته 850.5 مليار دولار، بينما وصل معدل التضخم 6%.
ويبلغ حجم الاحتياطات النقدية للصين 2.3 تريليون دولار ووصل معدل نمو الإنتاج الصناعي 10.7%، بينما بلغ حجم الصادرات (2008) 1.465 تريليون دولار وحجم الواردات 1.156 تريليون دولار.
تمكن الاقتصاد الصيني في الثلاثين عاما الماضية من تحقيق نمو اقتصادي مطرد واستطاع التحول من المركزية المحلية ليصبح أكثر انفتاحا على العالم ويعتمد على التجارة الدولية.

## مراحل التطور

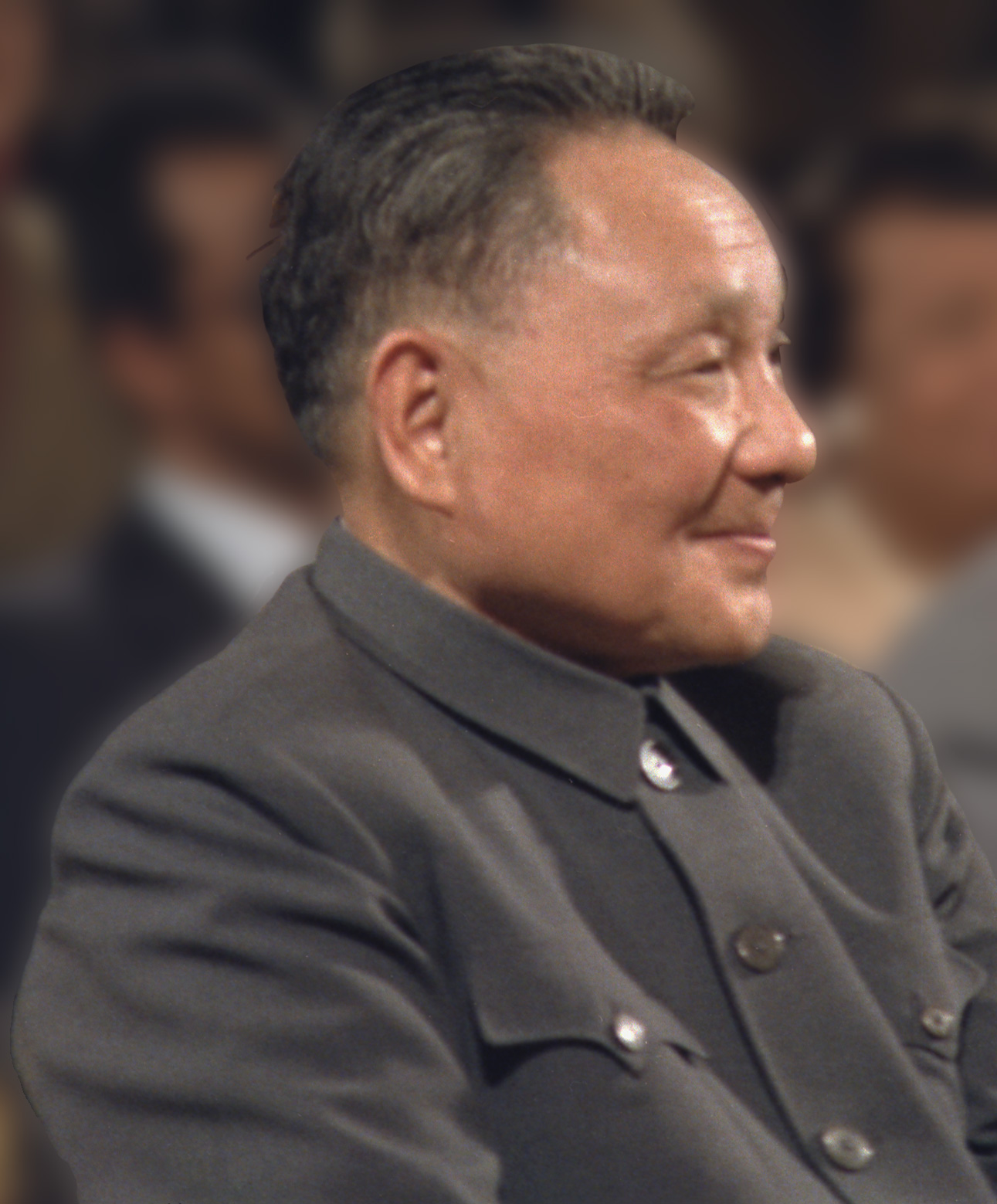
دينغ سياوبنغ، سنة 1979

شهدت الصين نموا اقتصاديا سريعا منذ قيام جمهورية الصين الشعبية عام 1949. وخاصة منذ بدء تطبيق سياسة الإصلاح والانفتاح على الخارج عام 1978، حيث ظل الاقتصاد الصينى ينمو بصورة مستقرة وسليمة، إذ بلغ معدل نموه السنوي أكثر من 9%. وفي عام 2003، بلغ إجمالي الناتج المحلى الصينى 1.4 تريليون دولار أمريكي محتلا المركز السادس في العالم بعد الولايات المتحدة واليابان وألمانيا وبريطانيا وفرنسا. وحتى نهاية عام 2003، تجاوز نصيب الفرد الصينى من إجمالي الناتج المحلى للبلاد 1000 دولار أمريكي.
تمكن الاقتصاد الصيني في الثلاثين عاما الماضية من تحقيق نمو اقتصادي مطرد واستطاع التحول من المركزية المحلية ليصبح أكثر انفتاحا على العالم ويعتمد على التجارة الدولية.
فعند نهاية العام 2007 بلغ حجم الاستثمارات الأجنبية في الصين 84 مليار دولار. في حين بلغت الاستثمارات الصينية في الخارج 118 مليار دولار. ويمكن تقسيم تطور الاقتصاد الصيني لمرحلتين هامتين:

### مرحلة البناء الاشتراكي (1949-1976)
تميزت مرحلة البناء الاشتراكي بإعادة تنظيم الفلاحة والاعتماد على الصناعة الأساسية والتجهيزية وإضافة إلى القضاء على النظام الإقطاعي

### مرحلة التحديث والانفتاح في الاقتصاد الصيني على العالم
منذ عام 1978، شهدت الصين مرحلة جديدة من الإصلاح والانفتاح الاقتصادي، اتسمت بإدخال إصلاحات جذرية على النظام الاقتصادي. شملت هذه الإصلاحات السماح بإنشاء مقاولات خاصة، وتحديث القطاع الصناعي، وإقرار حق الملكية الخاصة للأراضي الزراعية، إضافة إلى استقطاب التكنولوجيا الغربية والاستثمار الأجنبي.
بحلول عام 2003، بلغ إجمالي قيمة الاستثمارات في الأصول الثابتة أكثر من 5.5 تريليون يوان صيني، وبلغت قيمة مبيعات المواد الاستهلاكية بالتجزئة نحو 4.6 تريليون يوان. كما تجاوز حجم التجارة الخارجية الصينية 850 مليار دولار أمريكي، ما وضع الصين في المرتبة الرابعة عالميًا بعد الولايات المتحدة وألمانيا واليابان، متقدمةً على المملكة المتحدة وفرنسا. وفي نهاية العام ذاته، تجاوز احتياطي الصين من العملات الأجنبية 400 مليار دولار أمريكي، محتلةً بذلك المركز الثاني عالميًا بعد اليابان.
اعتبارًا من السنوات الأخيرة، يُقدّر حجم الاقتصاد الصيني بنحو 18% من حجم الاقتصاد الأمريكي عند القياس بالدولار، في حين يصل إلى نحو 76% من حجم الاقتصاد الأمريكي عند الأخذ بالاعتبار تعادل القوة الشرائية (PPP).

## العملة
الرنمينبي (عملة الشعب) هي عملة الصين والمعروفة باسم اليوان الصيني مجزأة لى عشرة جياو أو مائة فين. اللجنة المسؤولة عن الرمنيبي هي بنك الصين المركزي وهي اللجنة النقدية لجمهورية الصين الشعبية. اختصار العملة في معيار أيزو 4217 هو CNY أو RMB ورمزها اللاتيني هو ¥. يقدر المراقبون الأجانب اليوان بأقل من قيمته بنحو 30 ٪.
منذ 1 يناير 1994 بدأ بنك الصين المركزي في استعمال معدل نقطة الوسط ضد الدولار الأمريكي استنادا إلى معدل اليوم السابق السائد بين البنوك في سوق الصرف الأجنبي.
يستعمل الرنمينبي نظام صرف زائفا ضد الدولار حيث في 21 يوليو 2005 رفعت الصين قيمة عملتها بنسبة 2.1% مقابل الدولار ومنذ ذلك الحين انتقلت إلى نظام صرف يتعامل بمجموعة من العملات سمح للرنمينبي بالزيادة بمعدل 0.5% يوميا.
كان سعر الصرف (يوان مقابل كل دولار) في 31 يوليو 2008 هو RMB 6.846 وفي منتصف 2007 RMB 7.45 أما في بداية 2006 فكان RMB 8.07: دولار $1=8.2793 يوان (يناير 2000)و 8.2783 (1999)و 8.2790 (1998)و 8.2898 (1997)و 8.3142 (1996)و 8.3514 (1995).
هناك علاقة معقدة بين ميزان الصين التجاري والتضخم تقاس بالرقم القياسي لأسعار المستهلك وقيمة العملة. بالإضافة إلى تزييف قيمة اليوان فإن للبنك المركزي الصيني الحق في تقرير قيمة اليوان وعلاقته بالعملات الأخرى. انعكس التضخم في 2007 في ارتفاع حاد في أسعار اللحوم والوقود، ربما كان مرتبطا بارتفاع السلع الأساسية في العالم التي يستخدم كعلف للحيوانات أو كوقود. وبالتالي ارتفعت قيمة اليوان بشكل سريع في ديسمبر 2007 التي كانت الحكومة ترمي بها إلى تخفيف التضخم من خلال إعطاء الرنمينبي بقيمة أكبر.

## نظام الضرائب
منذ الخمسينات حتى الثمانينيات كانت ايرادات الحكومة تختزل من الشركات والمقاولات الحكومية أساسا والباقي يأتي من الضرائب ومن أهمها الضريبة الصناعية والتجارية العامة.
مع بداية عملية رأسملة البلاد لتحقيق الأرباح المحولة من الشركات المملوكة للدولة تم استبدال الضرائب المفروضة على تلك الأرباح. في البداية، تم تعديل هذا النظام الضريبي بحيث يسمح ببعض الاختلافات وحالات التسعير لشركات مختلفة، ولكن تم إقرار نظام ضريبي موحد في التسعينيات. بالإضافة إلى ذلك، فرضت ضريبة على القيمة المضافة وضريبة الدخل في ذلك الوقت.

## الزراعة
- - الفول السوداني: 18.5 مليون طن، 50 ٪ من الإنتاج العالمي.
  - الحبوب:
    - الأرز[ ؟ ] : 150.6 مليون طن (28.7 ٪، رقم 1 في العالم)
    - القمح: 56.1 مليون طن (15.4 ٪)
    - الذرة: 154.2 مليون طن (18 ٪، ورقم (2) وراء الولايات المتحدة)

  - اللفت: 15.5 مليون طن (31.2 ٪)، رقم 1 في العالم)

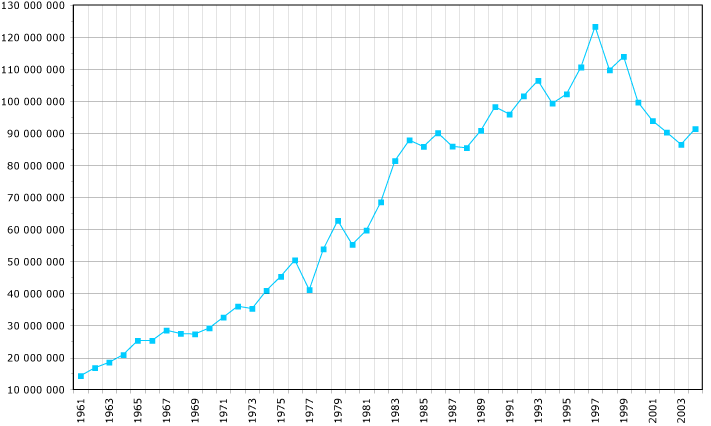
تطور إنتاج القمح بين 1961 و 2002 (أرقام منظمة الأغذية والزراعة ،2004). الإنتاج بالطن.

  - القطن 4850
  - الفواكة
  - البطاطس: 66.8 مليون طن (21.4 ٪)

## الصناعة
تعدّ الصناعة الصينية صناعة متميزة كباقي الدول العظمى كالولايات المتحدة الأمريكية، وتحتل بذالك الصين رتبا مهمة في عدة صناعات كصناعة الصلب والحديد والاحذية والالعاب الإلكترونية واجهزة التلفاز والسيارات والهواتف الذكية وهي تعد مصنع العالم
وتشكل الصناعة 45% من الناتج المحلي الاجمالي

## الخدمات
ان الخدمات تشكل نسبا مهمة وتلعب دورا مهما وفعالا على مستوى الاقتصاد الصيني في الوقت الحالي بعدما كانت نسبة مساهمة قطاع الخدمات تبلغ 20% في عام 1996 وتتمثل في الخدمات المالية والصحية والاتصالات

### الشركاء التجاريون
اليوم، تعدّ الصين أكبر شركاء:
- كوريا الشمالية (في 2008) [22]
- السودان (في 2008) [23]
- منغوليا (في 2008) [24]
- أنغولا (في 2008) [25]
- تايوان (في 2008) [26]
- كوريا الجنوبية (في 2008) [27]
- اليابان (في 2008) [28]
- إيران (في 2008) [29]
- فيتنام (في 2008) [30]
- الهند (في 2008) [31]
- البرازيل (في 2009) [32]
- أستراليا (في 2009)[33]

أكبر شريك للصين هو:
- الولايات المتحدة (في 2008)

## السكان

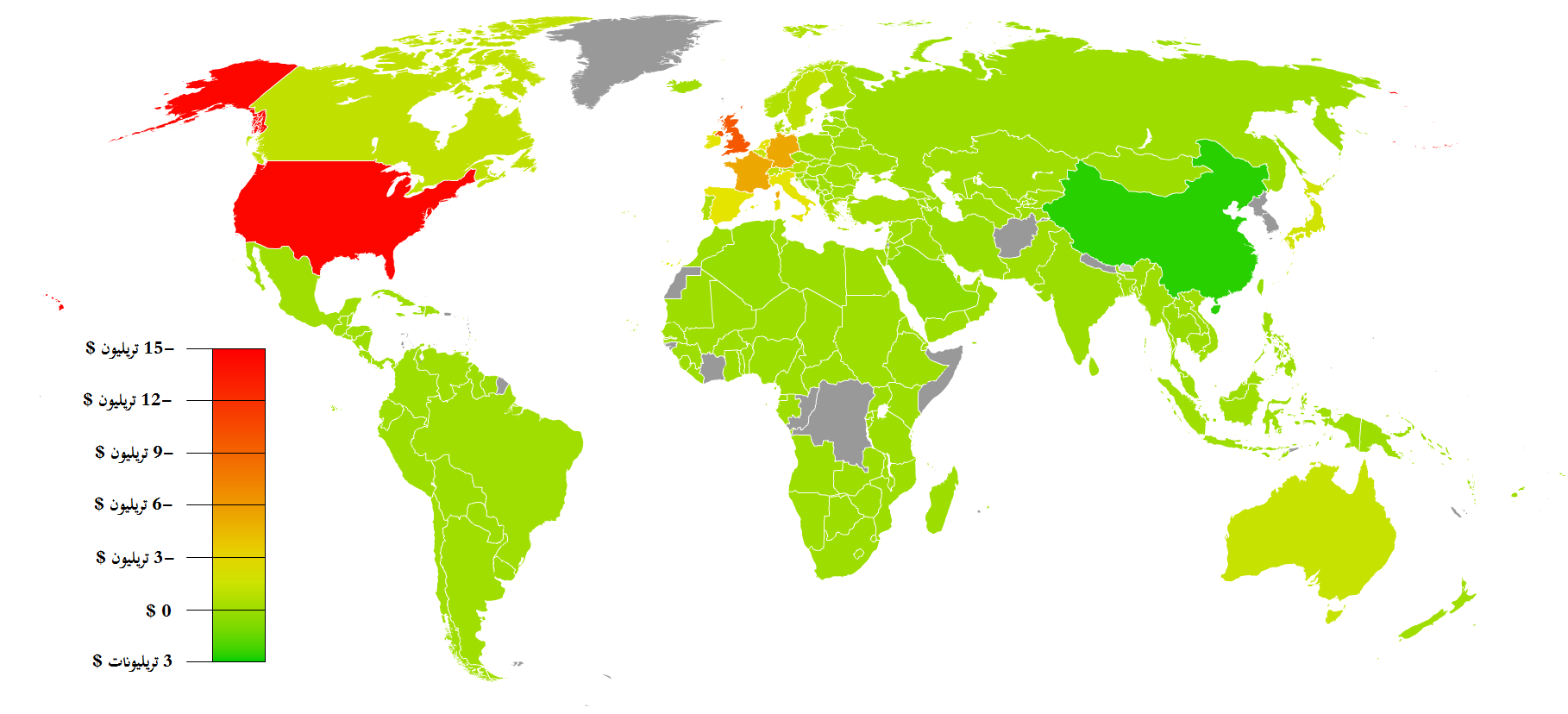
خريطة البلدان حسب احتياطات النقد الأجنبي والذهب منقوصاً منها الدين الخارجي حسب كتاب المخابرات المركزية لعام 2010.

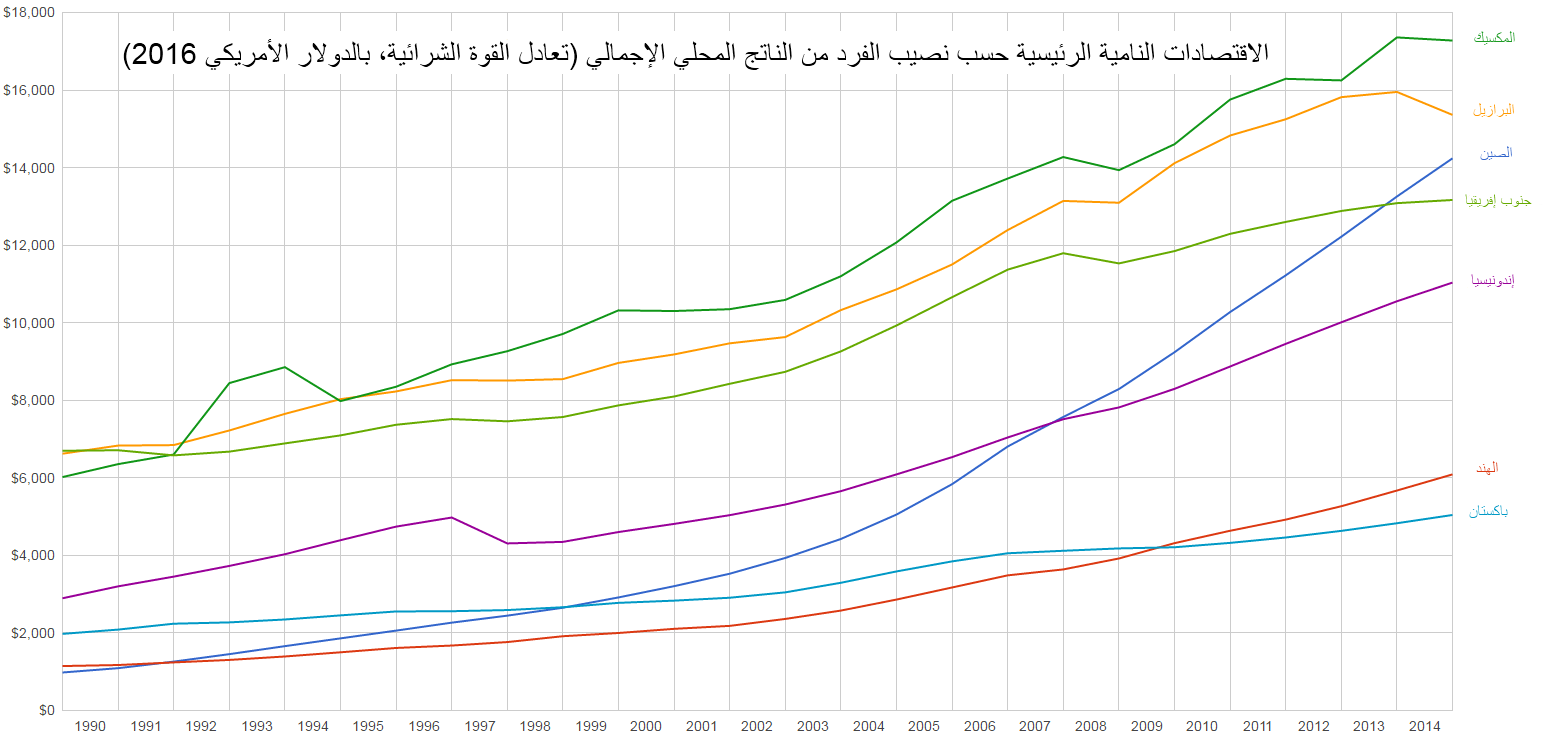
مقارنة بين نصيب الفرد الصيني من الناتج المحلي الإجمالي مع الاقتصادات النامية

منذ خمسينيات القرن العشرين تطورت الرعاية الطبية والصحة العامة وشبكة صرف صحي بشكل ملحوظ وتقلص عدد المصابين بالأوبئة. انخفض معدل النمو السكاني حيث ارتفع معدل الوفيات بسرعة أكبر من الولادات. شكلت الكثافة البشرية الصينية دائما عائقا للحكومة في التدبير. في الخمسينيات كانت إمدادات الغذاء غير كافية ومستوى المعيشة منخفضا بشكل عام. مما أجبر السلطات على بدأ برنامج حكومي لتحديد النسل. تسببت الخطة الصناعية الكبرى في 1958-1960 بمجاعة كبرى خلفت العديد من القتلى فأصبح بذلك معدل الوفيات أكبر من معدل الولادات وفي عام 1960 كانت الصين تشهد انخفاضا ديموغرافيا. بدأت الحكومة برنامجا ثانيا لتحديد النسل في 1962 وكثفت جهودها في تأخير سن الزواج واستعمال الواقيات. بحلول عام 1963 كانت الصين تتعافى من آثار المجاعة ارتفع معدل الولادات ليصل معدل النمو السكاني إلى أعلى رقم منذ 1949 بنسبة 3%. في 1966 ألغت الثورة الثقافية برنامج النسل الثاني ولكن عادت الصين إلى ثالث بعد أربع سنوات بتأخير سن الزواج وتحديد عدد أفراد العائلة. منذ 1973 أصبحت هذه المجهودات فعالة واستمر البرنامج إلى غاية 1979 حين تم إقرار سياسة الطفل الوحيد. في بداية الثمانينيات بلغ عدد سكان الصين المليار وفي بداية الألفية الثالثة وصل إلى مليار وثلاثمئة مليون نسمة. في الثمانينيات كان معدل النمو 1.5% أما في التسعينيات تراجع إلى 1% ليصبح في يومنا الحاضر إلى 0.6%. معدل نمو الصين هو قليل بالنسبة إلى دولة نامية ويرجع ذلك إلى عدد السكان الكبير أما صافي النمو السنوي للسكان فما زال كبيرا. من أهم سلبيات سياسة الطفل الوحيد أن الصين أصبحت من أسرع الدول في الشيخان.
يقدر فائض العمال الريفيين من 100 مليون إلى 150 مليون يعملون بين القرى والمدن، والعديد منهم خلال دوام جزئي وفي وظائف منخفضة الأجر.
من خلال آخر قائمة فوربس لأثرياء الصين (2007) يوجد بالصين 66 ملياردير وهو ثاني أكبر عدد بعد الولايات المتحدة التي يوجد بها 415 ملياردير. في قائمة فوربس لأثرياء العالم لعام 2006 كان هناك 15 صيني. في أحدث تقرير هورون (2007) كان هناك 106 ملياردير في الصين.

### البطالة
يقدر عدد العاطلين عن العمل في الصين عام 2010 بربع مليار من قوتها الضخمة المؤهلة للعمل، وهو ما يسبب ضغطاً على اقتصاد البلاد المتوسع.

## الاتصالات
تمتلك الصين نظام اتصالات متنوعا يربط جميع أقطار البلد بواسطة خدمات الإنترنت والهاتف والتلغراف والراديو والتلفاز. لم يصل أي من هذه الوسائل إلى تطور وسائل اتصال الدول الغربية لكن النظام ككل يحتوي على تكنولوجيا متقدمة ويشكل أساسا إلى أي محاولة تنمية شبكة عصرية. ووصل مستخدمي الإنترنت إلى 680مليون مستخدم وهي أكثر دولة لديها مستخدمين للإنترنت بينما وصل عدد مستخدمي الإنترنت بالصين في 2006 إلى ما يقارب 137 مليون فارتفع بنسبة 23.4% في عام واحد ووصل إلى 162 مليون في يونيو 2007 لتصبح الصين ثاني أكبر مستعمل للإنترنت بعد الولايات المتحدة حسب وزارة صناعة المعلوميات الصينية. بلغت نسبة استخدام الهواتف النقالة 34% حتى 2007 فأرسل هؤلاء قرابة 429 مليار رسالة نصية أو بمعدل 976 رسالة للفرد. في 2006 ارتفع معدل استعمال خطوط الهواتف الثابتة بنسبة 79% وخصوصا في المناطق القروية.

## مخططات
تحرص الصين على أن يكون لها دور فاعل في المؤسسات الدولية المالية وتطالب بتعديلات على النظام المالي الذي يخضع لسيطرة الدول الغربية وعلى رأسها الولايات المتحدة. وتطالب بكين مجموعة العشرين بعملية تدريجية للإصلاح بعيداً عن الدولار، والتوجه نحو عملة عالمية بإشراف صندوق النقد الدولي.وأعلنت الصين خطة الحزام والطريق بقيادة الرئيس الصيني شي جين بينغ وتهدف لاستثمارات 900مليار دولار وتتضخم إلى 8 تريليونات دولار والدول التي يمر بها الطريق تشكل ثلث الاقتصاد العالمي و65%من سكان العالم ويقول الخبراء الغربيين أن الصين تهدف لزيادة نفوذها في العالم.

## وصلات خارجية وقراءات أخرى
- مكتب الإحصاءيات الوطني بالصين
- تشاينابيليتي أخبار وإحصاءات حول المناخ الاقتصادي الصيني.
- احصائيات الاقتصاد الصيني نايشون ماستر (كلها)
- بنك التنمية الآسيوي، الصين
- البنك الدولي، الصين
- أي ام اف الصين
- اقتصاد الصين (شبكة المعلومات الاقتصادية الصينية). الأخبار وتحليل السوق لمختلف قطاعات اقتصاد البلاد.
- اقتصاد الصين. المقالات حسب الموضوع. ايكونوميست.كوم
- شبكة الاقتصاد الصينية
- تشاينا ايكونوميك ريفيو
- فار ايسترن ايكونوميك ريفيو داو جونز مجلة شهرية في آسيا. لمعلومات قيمة عن الأعمال التجارية والتنمية السياسية في آسيا. مع البحث والأرشفة منذ أكثر من 58 سنة.
- الاقتصاد الصيني تشاينا ديلى التغطية الخاصة
- فينانشال تايمز، الصين
- سلسلة نيويورك تايمز "تضييق الخناق على النمو"
- مكتبة المصادر التجارية في آسيا -مقالات حول القيام بأعمال تجارية في الصين
- ذي تساينا بيرسبيكتف
- المقاولات الصينية الكبيرة والصغيرة (SMEs) شبكة معلومات
- التفحص الاقتصادي للصين
- الصينيون يرجعون لأزمة ماركس اميد بو قو، ان بي سي نيوز، أبريل 8, 2009
- آفاق الصين في المناخ العالمي الحالي لويس كيجس، بيانات الاقتصاد الدولي, يونيو 18, 2009.